# 聚乙炔
聚乙炔（英語：polyacetylene，IUPAC名：polyethyne）是一种结构单元为(C2H2)n的聚合物材料，常写成(CH)n。这种聚合物经溴或碘掺杂之后导电性会提高到金属水平，这引起了研究者的兴趣。白川英树、艾伦·黑格和艾伦·麦克迪尔米德因“发现和发展导电聚合物”获得了2000年的诺贝尔化学奖。如今聚乙炔以用于制备太阳能电池、半导体材料和电活性聚合物等。

## 结构与性质
聚乙炔包括单双键交替的共轭结构。由于双键不可扭转的性质，聚乙炔的每个结构单元都有顺式和反式两种结构。如果每个结构单元都呈顺式，则成为顺式聚乙炔，反之为反式聚乙炔。两者的光学性质有很大差别，顺式聚乙炔是发光材料，但没有光导性；反式聚乙炔有光导性，却不发光。
聚乙炔的长链共轭结构使得双键上有一定离域性的电子有沿着主链移动的可能，但可能性并不大，所以顺式和反式聚乙炔的电导率分别为10−9和10−5欧姆·厘米。但在掺杂之后，所掺杂的物质和聚乙炔之间发生氧化还原反应，产生了可移动的电荷，电导率可以提高一千万倍。
常见的掺杂方式有两种，使用溴和碘进行掺杂的p型和使用钠或三氟化砷等路易斯酸进行掺杂的n型
聚乙炔不溶于绝大多数溶剂，这使得研究者难以获知它的分子量和结构。聚乙炔易于被氧化，也易于发生加成反应，发生加成反应后整个的共轭体系就被破坏，所以研究者在努力提高聚乙炔的稳定性。

## 发现历史与制备
1958年，居里奥·纳塔首先使用四丁氧基钛-三乙基铝催化剂合成了聚乙炔，当时得到的是灰色粉末状聚乙炔。1961-1962年籏野昌弘等人制备了不同结晶度的聚乙炔。1967年秋天日本化学家白川英树实验室的韩国学生偶然合成出了银白色带金属光泽的聚乙炔。白川英树分析了实验过程后，发现是实验者将实验方案中的毫摩尔理解成了摩尔，导致使用了通常用量一千倍的齐格勒-纳塔催化剂，得到了聚乙炔样品高度结晶，且形成纤维状结构。
1975年，艾伦·麦克迪尔米德到东京工业大学作访问学者，在会议上展示了自己研究的金色聚氮化硫，白川英树则在会后喝茶时提到了银色聚乙炔。艾伦·麦克迪尔米德马上联想到聚乙炔的研究前景，邀请白川英树到美国共同研究。最初白川英树希望可以通过纯化聚乙炔来提高导电性，却发现越纯导电性越差，麦克迪尔米德想到在聚氮化硫中加入溴之后可以将电导率提高到十倍，就建议在聚乙炔里掺杂溴。1976年白川英树发现掺杂少量溴之后，电流表的指数猛的增大，以致烧坏了仪器。经测量，聚乙炔的导电性变成了之前的一億倍，这已经接近了银的导电性随后他们和物理学家艾伦·黑格合作，对掺杂机理进行了研究。
聚乙炔的制取方法有以下几种：通过主催化剂-助催化剂体系制取（包括齐格勒-纳塔催化剂、鲁廷格催化剂和烯烃歧化反应催化剂）；通过单一催化剂制取（如四苯基钛）；通过五氟化砷在低温下制取，和通过环辛四烯和其取代产物的开环聚合或烯烃歧化反应制取

## 外在链接
- Polyacetylene （页面存档备份，存于）
- The Nobel Prize in Chemistry 2000 presentation speech （页面存档备份，存于）